# AFCドゥナレア・カララシ
AFCドゥナレア2005カララシ（Asociația Fotbal Club Dunărea 2005 Călărași）は、ルーマニアのカララシ県カララシをホームタウンとするサッカークラブである。ドゥナレア・カララシ（Dunărea Călărași (ルーマニア語発音: [ˈdunəre̯a kələˈraʃʲ])）という呼称で知られている。

## 歴史
1962年に創設され、2005年に再創設された。
1991-92シーズンはディヴィジアCに所属していたが、クパ・ロムニエイで準々決勝に進出し、FCポリテフニカ・ティミショアラと対戦した。
2014-15シーズンはリーガIII・セリア2でジュヴェントゥス・ブカレストと優勝争いを演じ、最終第26節に優勝を決めてリーガIIに昇格した。
2015-16シーズンはリーガII・セリア1で優勝したFCラピド・ブカレストに次ぐ2位になり、同セリア2で2位のFC UTAアラドとの昇格プレーオフに進出した。カララシでの第1戦は3-1で勝利したが、第2戦は延長戦の末1-4で敗れ、FCヴォルンタリとの入れ替え戦出場を逃した。
2017-18シーズンにリーガIIで優勝、カララシおよびカララシ県のクラブとして初めてリーガI昇格を果たした。2位のFCヘルマンシュタットとは勝ち点差2であった。

## クラブ名の遍歴
| クラブ名               | 年        |
| Celuloza Călărași      | 1962-1979 |
| ドゥナレア・カララシ   | 1979-1986 |
| オツェルル・カララシ   | 1986-1987 |
| ドゥナレア・カララシ   | 1987-1992 |
| スポルトゥル・カララシ | 1992-1994 |
| ドゥナレア・カララシ   | 1994-現在 |

## 獲得タイトル

### 国内タイトル
- リーガII：1回
  - 2017-18

- リーガIII：6回
  - 1972-73, 1980-81, 1984-85, 1987-88, 1991-92, 2014-15

### 国際タイトル
- なし

## 過去の成績
| シーズン | ディビジョン | ディビジョン | ディビジョン | ディビジョン | ディビジョン | ディビジョン | ディビジョン | ディビジョン | ディビジョン | プレーオフ | クパ・ロムニエイ |
| シーズン | リーグ       | 試           | 勝           | 分           | 敗           | 得           | 失           | 点           | 順位         | プレーオフ | クパ・ロムニエイ |
| -------- | ------------ | ------------ | ------------ | ------------ | ------------ | ------------ | ------------ | ------------ | ------------ | ---------- | ---------------- |
| 2016-17  | リーガII     | 34           | 16           | 8            | 10           | 52           | 40           | 56           | 7位          |            | 4回戦敗退        |
| 2017-18  | リーガII     | 38           | 29           | 6            | 3            | 75           | 24           | 93           | 1位          |            | 4回戦敗退        |
| 2018-19  | リーガI      | 26           | 4            | 12           | 10           | 16           | 25           | 24           | 12位         | 13位       | 準々決勝敗退     |
| 2019-20  | リーガII     |              |              |              |              |              |              |              | 位           |            | 4回戦敗退        |

## 現所属メンバー
2023年9月6日現在
注：選手の国籍表記はFIFAの定めた代表資格ルールに基づく。
| No. | Pos. |            | 選手名                       |
| --- | ---- | ---------- | ---------------------------- |
| 1   | GK   | ルーマニア | オクタヴィアン・イヴァン     |
| 3   | DF   | ルーマニア | ヨヌツ・ツェネア ()          |
| 4   | MF   | ルーマニア | アレクサンドル・サルブ       |
| 5   | MF   | ルーマニア | マリアン・アポストル         |
| 6   | MF   | ルーマニア | ユリアン・イリエ             |
| 7   | FW   | ルーマニア | ガブリエル・トマ             |
| 8   | MF   | ルーマニア | ヨヌツ・キリカ               |
| 9   | FW   | ルーマニア | クリスティアン・キリカ       |
| 10  | MF   | ルーマニア | ヴァレンティン・アンドレイ   |
| 11  | MF   | ルーマニア | バウドイン・カンダ (第2主将) |
| 12  | GK   | ルーマニア | アレクサンドル・コスタケ     |
| 13  | DF   | ルーマニア | マリアン・ドラギチ           |

| No. | Pos. |              | 選手名                       |
| --- | ---- | ------------ | ---------------------------- |
| 15  | MF   | ルーマニア   | ラレシュ・コマン             |
| 16  | MF   | ルーマニア   | アリン・カルストチェア       |
| 17  | DF   | ルーマニア   | ミハイ・ルプ                 |
| 18  | FW   | ルーマニア   | アンドレイ・ツェネア         |
| 19  | MF   | ルーマニア   | ダン・ドラグネア             |
| 20  | MF   | ルーマニア   | ラズヴァン・ヴレア           |
| 21  | MF   | ブルガリア   | アレクサンダル・ステファノフ |
| 22  | DF   | ルーマニア   | ボグダン・ヴィシャン         |
| 23  | DF   | ナイジェリア | ジュード・ヌワンコ           |
| 33  | DF   | ルーマニア   | アレクサンドル・エネ         |
| -   | GK   | ルーマニア   | チプリアン・グロザ           |

## 歴代所属選手
- ディーノ・シュペハル 2018
- アレクサンドル・ボウルチェアヌ 2018-2019
- コンスタンティン・ニカ 2018-2019
- ステリアーノ・フィリプ 2019
- ガブリエル・エナケ 2019